# Гепарин
Гепарин — сульфатований глікозаміноглікан змішаної полісахаридної природи, з різною молекулярною масою. До його складу входять полімери, похідні D-глікозаміну і L-ідуронової кислоти або D-глюкуронової кислоти. Він звільняється тканинними базофілами, базофілами крові й наявний у багатьох тканинах, зокрема, в печінці та легенях. Гепарин перешкоджає зсіданню крові.
Виробляється в організмі тварин і людини зокрема. Міститься у печінці, легенях, скелетних м'язах. Його молекулярна маса становить 10 000 — 20 000 дальтон.

## Історія
Гепарин був відкритий Джеєм Макліном і Вільямом Генрі Хоуелом у 1916 році, хоча клінічні випробування він проходив лише в 1935 році. Спочатку він був виділений з клітин печінки собаки, звідси і його назва (ἧπαρ hēpar по-грецьки означає «печінка»; hepar + -in: «в печінці»).
Маклін був студентом другого курсу медицини в Університеті Джона Хопкінса і працював під керівництвом Хауелла над дослідженням прокоагулянтів, коли він виділив жиророзчинний фосфатидний антикоагулянт у тканині печінки собаки. У 1918 році Хауелл ввів термін «гепарин» для цього типу жиророзчинних антикоагулянтів. На початку 1920-х років Хауелл виділив водорозчинний полісахаридний антикоагулянт, який він також назвав «гепарином», хоча він відрізнявся від раніше відкритих фосфатидних препаратів. Робота Макліна як хірурга, ймовірно, змінила фокус групи Хауелла на пошук антикоагулянтів, що зрештою призвело до відкриття полісахариду.
У 1930-х роках кілька дослідників досліджували гепарин. Ерік Йорпес з Каролінського інституту опублікував своє дослідження про структуру гепарину в 1935 році, що дозволило шведській компанії Vitrum AB випустити перший продукт гепарину для внутрішньовенного застосування в 1936 році. Між 1933 і 1936 роками Connaught Medical Research Laboratories, яка тоді була частиною Університету Торонто, вдосконалила техніку виробництва безпечного, нетоксичного гепарину, який можна вводити пацієнтам у фізіологічному розчині. Перші випробування гепарину на людях почалися в травні 1935 року, і до 1937 року стало ясно, що гепарин Коннота безпечний, легкодоступний і ефективний як антикоагулянт крові. До 1933 року гепарин був доступний у невеликих кількостях, був надзвичайно дорогим і токсичним і, як наслідок, не мав медичної цінності.
Виробництво гепарину пережило перерву в 1990-х роках. До того часу гепарин в основному отримували з тканин великої рогатої худоби, яка була побічним продуктом м'ясної промисловості, особливо в Північній Америці. Зі швидким поширенням ГЕВРХ все більше виробників відмовлялися від цього джерела постачання. У результаті глобальне виробництво гепарину стало все більше зосереджуватися в Китаї, де речовина тепер закуповувалась із індустрії розведення та забою свиней, що розвивалася. Залежність медичного обслуговування від м’ясної промисловості набула загрозливих масштабів після пандемії COVID-19. У 2020 році кілька досліджень продемонстрували ефективність гепарину для пом’якшення прогресування важкої хвороби, оскільки його антикоагулянтний ефект протидіє утворенню імунотромбозу. Однак доступність гепарину на світовому ринку зменшилася, оскільки одночасно з відновленням епідемії свинячого грипу скоротилася значна частина китайської популяції свиней. Ситуація ще більше погіршилася тим фактом, що масові бійні по всьому світу самі стали гарячими точками коронавірусу і були змушені тимчасово закритися. У менш заможних країнах нестача гепарину також призвела до погіршення охорони здоров’я поза межами лікування ковіду, наприклад через скасування кардіохірургічних операцій.

### Еволюція консервування
На додаток до тканин великої рогатої худоби та свиней, з яких зазвичай екстрагують фармацевтичний гепарин, його також екстрагують та характеризували з:
1. Індик[7]
2. Кити[8]
3. Верблюд одногорбий[9]
4. Миша[10]
5. Людина[11]
6. Лобстери[12]
7. Fresh water mussel[13]
8. Clam[en] (2 ст. молюски)[14]
9. Креветки[15]
10. Мангровий краб[16]
11. Sand dollar («морське печення»)[16]
12. Лосось атлантичний[17][18]
13. Даніо-реріо (рибка-зебра)[19]

## Фармакотерапевтична група
Антитромботичні засоби. АНТИТРОМБОТИЧНІ ЗАСОБИ. Група гепарину.
Код АТС: В01А В01. Гепарин
Прямі антикоагулянти на основі гепарину і його похідних.[джерело?]

## Фармакологія
У природі гепарин є полімером із різним розміром ланцюга. Нефракціонований гепарин (НФГ) як фармацевтичний препарат — це гепарин, який не був фракціонований для виділення фракції молекул з низькою молекулярною масою. На відміну від цього, низькомолекулярний гепарин (НМГ) пройшов фракціонування, щоб зробити його фармакодинаміку більш передбачуваною. Часто можна використовувати НФГ або НМГ; у деяких ситуаціях той чи інший гепарин є кращим.

## Покази до застосування
- Профілактика тромбозу глибоких вен і тромбоемболії легеневої артерії, та запобігання ускладненням (гострий коронарний синдром, тромбози та емболії магістральних вен i артерій, судин мозку, очей, І фаза синдрому дисемінованого внутрішньосудинного згортання, постійна форма мерехтіння передсердь з емболізацією).
- Лікування тромбозу глибоких вен, тромбоемболії легеневої артерії, гострого коронарного синдрому, інфаркту міокарда, гострої оклюзії периферійних судин.
- Профілактика зсідання крові при екстракорпоральному кровообігу і діалізі (гемодіалізі),  операціях на серці та судинах
- Запобігання зсіданню крові при лабораторних дослідженнях, прямому переливанні крові[22]